# Союз Созидающих
«Союз Созидающих» — российская партизан-панк-группа, созданная в 2003 году в Невинномысске, затем реорганизованная в 2009-м в Санкт-Петербурге. Лидер — Алексей Марочкин, известный под музыкальным псевдонимом «Матвей Огулов».

## Название
Происхождение связано с романом Захара Прилепина «Санькя». В ней речь идёт о молодом революционере, который вступил в экстремистскую организацию «Союз Созидающих» (аллюзия на НБП). Матвея Огулова впечатлило это название как отличное поэтическое перефразирование словосочетания «творческое объединение». Главный герой книги — это квинтэссенция молодых радикалов. «Союз Созидающих» — это объединение людей, для которых не существует ни реальных, ни придуманных границ.

## Жанровое своеобразие
Сами музыканты называют свой стиль «партизан-панк», но это обусловлено не манерой игры или какими-то музыкальными канонами, а, скорее, способом существования в творческом поле. Жанрово же музыка у них довольно разноплановая, в ней нет привязки к конкретному направлению: есть и панк, и треш, и хардкор. Это новое прогрессивное течение контркультуры, радикально направленное на открытое самостоятельное осмысление действительности, свободное от навязанных штампов и ложных законов, принятых обществом. Музыка революционных идей. Мировоззрение — философия бунта и «психогерилья» (от лат. «psyche» — душа и «guerilla» — партизанская война). Поэтому появился лозунг: «Мы не передовой фронт панк-революции. Мы то, что переродит её в нечто большее, чем панк».
Отсюда следует, что круг творческих участников «партизан-панка» неограничен, то есть, имеет широкий профиль единомышленников, в отличие от узкоспециализированных сообществ. Несмотря на выраженный социальный подтекст, в движении нет ограничений для других тем, которые могут быть подняты в качестве альтернативы для уже существующих. Однако исключается социальный заказ.

## История группы

### Раннее творчество (2003—2009 годы)
Возникновение «Союза Созидающих» началось в Невинномысске, в подземном переходе, когда лидер группы Матвей Огулов со своими друзьями по местной панк-тусовке в духе старых панковских традиций пытались заработать с помощью музыки, а заодно и репетировали. Но в переходах в основном принято перепевать уже известные «публике» чужие хиты, что не устраивало Огулова, который стремился петь только свои песни.
Постепенно группа стала пополняться людьми и обзавелась собственной аппаратурой и стала репетировать дома. Первоначально они именовались «Савелий Коммунизм».
Весной 2004 года был записан акустический альбом «Партизанская акустика», так как мощностей на запись в «электричестве» не хватало, а звукозаписывающих студий в городе не было.
До сентября 2004 года группа сделала ещё два уже электрических альбома, потому что материала накопилось очень много, а концертов в то время в Невинномысске не проводилось, не считая квартирников. В сентябре состоялся первый подпольный концерт и там же записан концертный альбом.
Завоевав скандальную известность, группа обрела статус запрещенной к публичным выступлениям на официальных концертных площадках города. Поводом к этому послужил фактический срыв общекраевого фестиваля «Рок против терроризма», проходившего на городском стадионе Невинномысска 11 сентября 2004 года, где своим появлением «созидающие» спровоцировали множественные конфликты и столкновения противоборствующих групп молодежи и переключив внимание с выступавших на сцене на себя.
К 2005 году тусовка, центром которой являлась группа, была одной из самых крупных неформальных объединений Северо-Кавказского региона и на её основе был сформирован южный антифашистский фронт, жёстко преследуемый набирающей в то время популярность ультраправой молодёжью.
И, когда к лету 2005 года преследование лидера «Союза Созидающих» стало опасным для жизни, ему пришлось сменить место жительства. Он оказался в Санкт-Петербурге, где начал набирать новый состав группы.
Набор музыкантов по разным причинам затянулся, и концерты начались только с 2008 года. За это время, когда Матвей Огулов вернулся на короткое время в Невинномысск, был записан двойной альбом «Панк Dead», а также полуакустический «Вот так я тихо воевал».

### Реорганизация (2009—2011 годы)
В Петербурге группа начала вести активную музыкальную деятельность с 2009 года, и не только: за это время создала свой собственный «Партизан-панк фест» и стала соорганизатором другого фестиваля анархистской направленности: «Петербургская Панк-Ассамблея» (совместно с «Электрическими Партизанами»).
В 2011 году группа записала мини-альбом «Марш» на студии «Два самолёта», и, следуя DIY-принципам, выпустила его самиздатом для свободного распространения.
В 2012 году таким же образом вышел альбом «Мыслепреступление», презентации которого прошли в Москве и Питере. Полноценным альбомом это назвать нельзя, так как он был скомпилирован из песен, записанных в разное время на студиях, поэтому пришлось их объединить в нечто целостное. Заглавная песня, посвященная всем уголовно преследуемым по 282-й статье, была записана ещё в августе 2011 года.
За время своего недолгого творческого функционирования «Союз Созидающих» успели переиграть почти со всеми легендами отечественного панк-рока: Ник Рок-н-Ролл, «Инструкция по выживанию», Олег «Манагер» Судаков и группа «Родина», «Чернозём», «Красные Звёзды», Вадим Курылёв и «Электрические Партизаны», «Азъ», «Адаптация».

### Уголовное дело и новые песни (2012 год)
Лидер группы Алексей Марочкин был привлечён к уголовной ответственности по статье 282.2 — экстремизм по делу «Другой России», в которой никогда не состоял. 28 декабря 2012 года Выборгский районный суд Санкт-Петербурга признал Матвея Огулова виновным в совершении преступления, предусмотренного статьей 282.2, и назначил наказание в виде штрафа в размере 200 тысяч рублей, но в связи с истечением срока давности от исполнения наказания освободил, таким образом Матвей Огулов стал первым российским рок-музыкантом, осужденным за экстремизм.
В июне 2012 года песня «Мыслепреступление» попала на вышедший протестный сборник «Белый альбом» (диск 6). Летом 2012 года в «Союз Созидающих» вошел барабанщик Лео из петербургской фанк-кор группы «Фрэйд». От самого первого питерского состава остался только гитарист Фрол, в начале 2000-х игравший на бас-гитаре в довольно известной в радикальных кругах эстонской группе «Синдром Внезапной Смерти». 7 сентября 2012 года появился DIY-клип на композицию «Мыслепреступление». В клипе есть фрагменты, снятые у Выборгского районного суда Санкт-Петербурга, где в те дни продолжалось «дело двенадцати».
15 октября 2012 года был опубликован первый официальный клип «Союза Созидающих» на новую песню «MILITAT SPIRITU MILITAT GLADIO» («Воюя духом, воюй мечом» (лат.)). Режиссёр — Валерий Хаттин. Презентация состоялась в петербургском «BARCODE BAR» 11 октября 2012 года с участием коллективов «ГИЕНА» (Великий Новгород) и «URBAN PINOCHET» (Санкт-Петербург), а 14 октября в московском клубе «ART-GARBADGE (ЗАПАСНИК)» при содействии групп «АНКЛАВ» (Москва) и «Порнофильмы» был дан концерт в поддержку новой песни, показ клипа не произошел по техническим причинам.
В октябре 2012 года петербургский звукорежиссёр и реставратор Игорь Пленов провел ремастеринг альбома «Мыслепреступление». Была добавлена новая композиция «Проклятая страна».
15 декабря 2012 года в петербургском клубе «Vinyl Story» прошел совместный концерт групп «THE ПАУКИ», «Данила Master» и «Союз Созидающих», которые представили песни из новой программы «Это мой бунт!» и будущего альбома, последний раз с ними сыграл гитарист Фрол, вместо него на замену стал Ляма (Роман Лямин).

### Продолжение деятельности (2012 - 2016)
В январе 2013 года обнародован DIY-клип «Биомасса». Съемка — Владимир Тихомиров (DZ Video).
25 апреля в питерском клубе «MOD» они отыграли совместный концерт с группой «Монгол Шуудан», посвященный 25-летию последней. 17 мая 2013 года «Союз Созидающих» открывали юбилейный фестиваль «Вечная Весна 2013», проходивший в московском клубе «Шоколадная Фабрика» и посвященный 10-летию ННТК.
21 мая 2013 года питерская панк-группа «Дефлораторы» выложила в сеть сингл «Ложь», в котором одну из вокальных партий исполнил Матвей Огулов. В июне коллектив покинул бас-гитарист Александр Добровольский. В сентябре был обнародован сингл «Хотим убивать», с тремя новыми песнями, записанными летом 2013 года на студии «ПартизаН рекордс». Мастеринг осуществил Игорь Пленов. Тогда же за пьянство из «Союза Созидающих» уволен гитарист Ляма, который временно вернулся в феврале 2014 года, отыграв два концерта.
В январе 2014 года команду оставил недовольный творчеством Александр Дементьев, проиграв 5 месяцев и выучив 10 песен, уходя, забрал с репетиционной точки часть денег на оплату помещения. Более-менее состав был укомплектован только весной.
Проект «Партизаны Панка» («Союз Созидающих» и «Последний Пионер»), тем временем, возобновил деятельность и отреагировал на Сочи-2014 клипом песни «Олимпиада» («Нахуй надо, нахуй надо!»).
8 марта 2014 года на студии «Теория-records» музыканты начали писать новый альбом. В июне 2014 года группа не попала на фестиваль «Окна открой!», по причине конфликта Матвея Огулова с Вадимом Курылёвым, за два дня до финала отборочного тура.
В ноябре 2014 года «Союз Созидающих» презентовали новый сингл «С. Э. П.». «Энтео — это диагноз значительной части населения нашей горячо любимой страны, поэтому специально для таких мы записали самую экстремистскую песню», — рассказывают музыканты. Далее коллектив планирует представить слушателям клип на данную композицию. Видео появилось в том же месяце, с участием Владимира Рекшана, съемка — Катерина Никитина. Получился стрит-арт, в роли художника с трафаретом — Матвей Огулов, ветеран русского рока Рекшан выступил в качестве творческого человека, который вспоминает своё прошлое. Егор, сын гитариста Игоря Казырова, помимо клипа, исполнил детским голосом первый куплет, а в роли парня-неформала снялся Геннадий, один из основателей группы и самый первый бас-гитарист, ушедший в 2011 году.
В декабре 2014 года Матвей Огулов сообщил, что рабочее название нового альбома — «Совесть» и идёт процесс записи пяти совершенно новых песен. На время студийной работы концертная деятельность группы приостановлена. Поскольку длительное время были ротации в составе и внутренние противоречия, появление третьего номерного альбома, озаглавленного «Рубеж», затянулось на три года, с 2012 по 2015 год. Запись производилась на студиях «Теория-Records» и Red beard studio, звукорежиссёр — Александр Орлянский. Студийная работа возобновилась в 2016 году, к марту были готовы 4 новые песни. Опубликованы 2 клипа: «Если девочка блядь», «Пытать и вешать».
Пластинка «Совесть» 2016 года — это вторая часть трилогии, начатой выпуском «Рубежа», и четвёртый номерной альбом в истории группы. В начале 2017 года бас-гитаристу Алексею Афанасьеву по состоянию здоровья пришлось покинуть коллектив. Его заменил Наиль Гумаров, проигравший в группе несколько месяцев.
С 2016 года активность группы сошла на нет.

### Период после 2016 года
4 декабря 2021 года вышел клип на песню "Слишком хорош, чтобы жить" посвященный ушедшему из жизни бывшему участнику Александру Добровольскому по кличке Боров.
24 февраля 2023 года выпущен сингл "Каждой твари по харе" 

## Дискография
Матвей Огулов
- 2004 — Партизанская акустика
- 2007 — Вот так я тихо воевал…
- 2007 — Панк Dead

Союз Созидающих
- 2011 — Марш
- 2012 — Мыслепреступление
- 2014 — С.Э.П. (промосингл)
- 2014 — Хотим убивать (сборник)
- 2015 — Рубеж
- 2016 — Здесь очень холодно (сингл)
- 2016 — Совесть